# 左鎮人

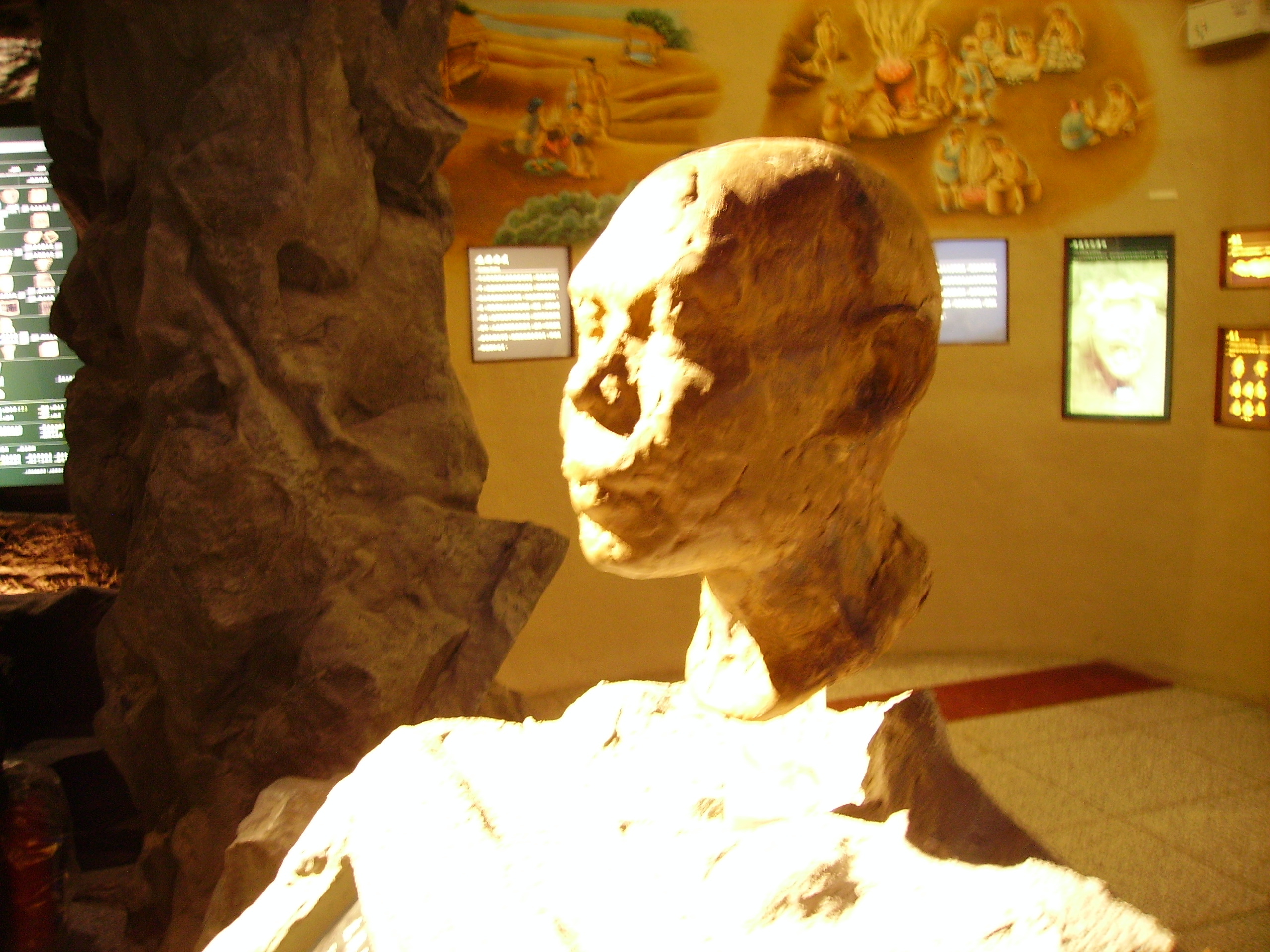
左鎮人想像雕塑

左鎮人是台灣所發現的史前人類，因為其化石是在今台南市左鎮區菜寮溪所出土的，所以學者將其稱為「左鎮人」。左鎮人化石過去曾被判定年代距今約2萬至3萬年，使其有「臺灣最古老人類」的稱號。根據2015年重新檢定結果，判定其屬於新石器時代晚期的現代人（智人種），其年代測定距今3,000年。

## 發掘與研究
左鎮人的第一片化石是在1970年8月，由臺南市的業餘化石採集家郭德鈴、郭東輝父子所發現。當時郭氏父子到臺南縣左鎮鄉的菜寮溪採集化石時，郭東輝在三重溪村落西南方的溪床上發現了一件頭蓋骨化石，但當時父子二人無法確定這是人類或猿類的化石，只是先保存起來。
1971年11月19日，業餘化石採集家潘常武等人在菜寮溪一帶發現完整早坂犀牛化石、郭德鈴發現台灣麋鹿角化石後，引起臺灣省立博物館（今國立臺灣博物館）與國立臺灣大學的注意，於是臺灣大學考古人類學系教授宋文薰、地質系教授林朝棨偕同省立臺灣博物館館長劉衍、主任金良晨、何勛堯等人在該年12月下旬南下勘察，之後順道參觀郭德鈴的化石收藏品，其中包括郭氏父子在1970年發現的那塊化石。宋文薰與林朝棨在見過郭德鈴給他們看的頭蓋骨化石後，認為相當貴重，遂帶回臺灣大學研究。
1972年為了發掘整體犀牛化石，省立臺灣博物館聘請日本學者鹿間時夫、大塚裕之來臺協助，在此同時臺大林朝棨教授於1973年8月請他們將那塊頭蓋骨化石帶回日本鑑定。而後在1974年1月潘常武將他所發現的另一塊頭蓋骨化石交給鹿間時夫以一起研究，同年潘常武又將另一個頭蓋骨化石捐贈給省立臺灣博物館。
化石在經過日本學者鑑定後，初步判斷為現代人種，再經過氟和錳計量的測定後，認為絕對年代距今約有2萬至3萬年之久。而由於上述三件人類頭骨化石均發現於當時臺南縣左鎮鄉菜寮溪的「臭堀」，故學者將之命名為「左鎮人」。而在這段期間，另外一位業餘化石採集家—「化石爺爺」陳春木，又在岡仔林發現了四件頭骨化石。1976年，關於這些頭骨化石的報告正式在《日本人類學會期刊》上發表。而在1977年，潘常武將其採集到的一顆人類牙齒化石提供給臺灣大學，次年陳春木亦郵寄陳濟堂所收集的一顆人類牙齒化石給臺灣大學，而後臺大教授連照美曾對此進行研究。
2014年國立台灣博物館啟動「左鎮人再研究」計畫，計畫團隊於2015年將左鎮人頭骨化石標本取樣送到美國Beta分析公司進行檢驗，經「碳十四定年法」檢驗後，結果顯示其中一個頭骨化石標本（AH006672）距今約3,000年，而另一個標本（AH006674）距今250年。為求謹慎，計畫團隊又在同年進行同一件標本（AH006672）的二次取樣並送往澳洲國立大學進行檢驗，且在對方未知Beta公司檢測結果的情形下進行，所得結果仍與前次檢驗結果相去不遠，均將同一件標本（AH006672）的樣本定年在距今3000年左右，確定推翻了以往認為左鎮人是台灣最早的人骨化石、距今2萬到3萬年的看法。而目前認為臺灣地區最古老的人類化石是具有直立人特徵的澎湖原人，出現在距今19萬年的更新世中期。

## 所屬文化
由於左鎮人只有發現化石，但沒有發現考古遺址與相關的文化遺物，故僅能確認其存在，但其所屬文化僅能推測可能是同為舊石器時代晚期的長濱文化或是網形文化。關於長濱文化的說法，是因為左鎮人所生存的更新世時期臺灣島與亞洲大陸曾有數次的陸連現象，學者宋文薰認為臺灣東部的長濱文化在從亞洲大陸傳來之前，必先到過臺灣西部，故左鎮人可能是臺灣西部長濱文化的主人。然而，2015年的研究推翻了左鎮人生存於舊石器時代的可能性，因此目前所屬文化不明。
此外在菜寮溪採集到動物化石有不少具有疑似人類敲擊加工的痕跡，有學者推測這可能是當地缺乏堅硬石材而改用石化的獸骨加工，但是否確實仍待進一步的研究。

## 化石資料
以下所列者為目前經過詳加研究的化石資料，另外據《南瀛探索》、《左鎮鄉志》所述，除了這些化石之外，王良傑於邦寮、龍溝二地採集到兩顆牙齒化石，余頂旗於臭堀採集到1顆牙齒化石，吳金德於龍溝採集到1顆牙齒化石，故目前已知與左鎮人有關的化石共有13件。
| 標本項目             | 發現地點 | 發現人 | 簡介 | 備註 |
| -------------------- | -------- | ------ | --- | --- |
| 右頂骨殘片           | 臭堀     | 郭東輝 | 長7.8cm，最寬幅8cm，厚4.1－5.6mm，骨質密度2.58，略呈長方形；矢狀縫完全未見癒合現象，長4cm。鹿間時夫等學者依照解剖學特徵推測這塊骨頭可能是來自年輕男性。        | 下田信男測出該化石含氟量為0.76%，含錳量為0.25%，並聲稱其絕對年代為二萬年到三萬年。但後來重新檢測僅有3千年左右的歷史。 |
| 左頂骨殘片           | 臭堀     | 潘常武 | 形狀相當於4 × 5cm的長方形，厚4.9－6.5mm，上有密佈的微血管印痕。鹿間時夫等學者推測這塊骨頭可能是來自具有強壯顳肌的成年個體，性別不明。                          | |
| 右頂骨殘片           | 臭堀     | 潘常武 | 外形成三角形，最長軸為3.7cm，厚4.0－5.5mm，有一邊具有嚴重受損的矢狀縫（長3.5cm），此外上面還殘存三分之二的頂孔。                                               | |
| 右頂骨殘片           | 岡仔林   | 陳春木 | 由兩片組成的一件殘片，約呈7 × 8cm的四邊形，上有矢狀縫與人字縫。                                                                                                | 尾崎博等學者基於這四塊骨片保存狀態、性質相近，出土狀況相合等因素，推測為同一個體所有，且該個體可能是成年男性。連照美在其論文中依據標本顏色淺、石化淺等性質初步認為這些標本比臭堀出土者年輕得多，暫且不宜稱為「左鎮人」。 |
| 額骨殘片             | 岡仔林   | 陳春木 | 約呈6 × 4cm的四邊形。 | 尾崎博等學者基於這四塊骨片保存狀態、性質相近，出土狀況相合等因素，推測為同一個體所有，且該個體可能是成年男性。連照美在其論文中依據標本顏色淺、石化淺等性質初步認為這些標本比臭堀出土者年輕得多，暫且不宜稱為「左鎮人」。 |
| 枕骨殘片             | 岡仔林   | 陳春木 | 形狀不規則，有一端特別厚（11.5mm）。 | 尾崎博等學者基於這四塊骨片保存狀態、性質相近，出土狀況相合等因素，推測為同一個體所有，且該個體可能是成年男性。連照美在其論文中依據標本顏色淺、石化淺等性質初步認為這些標本比臭堀出土者年輕得多，暫且不宜稱為「左鎮人」。 |
| 右頂骨殘片           | 岡仔林   | 陳春木 | 約呈4 × 1.5cm的長方形。 | 尾崎博等學者基於這四塊骨片保存狀態、性質相近，出土狀況相合等因素，推測為同一個體所有，且該個體可能是成年男性。連照美在其論文中依據標本顏色淺、石化淺等性質初步認為這些標本比臭堀出土者年輕得多，暫且不宜稱為「左鎮人」。 |
| 右上第一或第二大臼齒 | 臭堀     | 潘常武 | 冠長0.65cm，冠寬1.05cm，冠厚1.2cm，根長0.85cm，全長約1.5cm；咬合面接近菱形，磨耗嚴重；齒冠部分顯示第一大臼齒的特徵，但齒頸部、齒根等處則顯示第二大臼齒的特徵。 | |
| 右下第一大臼齒       | 臭堀     | 陳濟堂 | 僅有齒冠部分，冠長0.6cm，冠寬1.1cm，冠厚1.02cm；咬合面磨耗嚴重。                                                                                               | |